# Palazzo Menšikov
Palazzo Menšikov (in russo Меншиковский дворец?, Menšikovskij dvorec) è un edificio in stile barocco petrino a San Pietroburgo, situato sul Lungoneva Universitetskaja della Neva sull'isola Vasil'evskij. Fu il primo palazzo in pietra della città. Dal 1981 è una filiale dell'Ermitage.

## Storia e descrizione
Il palazzo venne fondato nel 1710 come residenza del governatore generale di San Pietroburgo Aleksandr Menšikov dall'architetto italiano Giovanni Maria Fontana, e successivamente dall'architetto tedesco Gottfried Johann Schädel. Venne aperto nel 1711, ma la costruzione continuò fino al 1727 (con l'assistenza di  Domenico Trezzini, Bartolomeo Rastrelli, Georg Johann Mattarnovy e Jean-Baptiste Le Blond). Il palazzo fu sequestrato insieme alle altre proprietà di Menshikov quando questi venne esiliato con la sua famiglia e inviato in Siberia.
Nel 1731 divenne la sede, con i palazzi vicini, del Corpo dei cadetti (Kadeskij Korpus, Кадетский Корпус) appena creato. Alla fine del XIX secolo il palazzo venne restaurato e divenne il museo del Corpo. Nel 1924 la sua collezione venne trasferita all'Ermitage e ad altri musei. Dal 1966 al 1981 fu chiuso per restauri e riaperto al pubblico come filiale dell'Ermitage, con una collezione di arte russa della fine del XVII secolo - inizio del XVIII secolo.